# オトコタチノ狂
『 オトコタチノ狂 』（オトコタチノきょう）は2005年公開の日本映画。カラー、ワイド。上映時間104分。

## 概要
1992年にジョイ・イシイを核にその俳優仲間達で結成された映画製作集団、石井組が製作。当初、配給大手との提携も見据えていたが、編集権など条件があわず、自主製作を決意する。出演している俳優たちもスタッフと同じように出番がなければ働いていた。製作費の一部をホームページ上で一口千円からの募金で集め、残りはイシイ自ら調達。2004年にゆうばり国際ファンタスティック映画祭でのワールドプレミアが話題となりプチョン国際ファンタスティック映画祭でも上映され好評を博した。その後、企画段階から数えて5年越しで一般公開が実現。初日舞台挨拶には監督のジョイ・イシイと、4人の侍を演じた成田浬、田久保宗稔、小林博、金澤眞が登壇、シネマアートンのレイトショー動員記録を更新し大盛況であった。現在はDVDが発売されている。

## ストーリー
現代の東京に孤独に生きる青年、櫻井光一。土砂降りの雨の夜、彼に背後に妙な気配を感じる。部屋に戻った瞬間、のど元に日本刀が突きつけられた。目の前にはサムライの格好をした4人の男。なんと、土方歳三、久坂玄瑞、中岡慎太郎、中村半次郎（のちの桐野利秋）という4人の英雄が幕末からタイムスリップしてきたのだった・・・。

## スタッフ
- 脚本・監督：ジョイ・イシイ
- 製作（石井組）：ジョイ・イシイ、小川りつこ、田久保宗稔、成田浬
- 撮影監督：小川真司
- チーフ助監督：谷口昌史
- 助監督：南須原圭、粕渕公
- 記録：小川律子
- 編集：ジョイ・イシイ、小川真司
- 撮影監督：小川真司　撮影：鏡早智、永森芳伸
- 美術・装飾：石井組“コーム10”（田久保宗稔、可野浩太郎、都築敦）
- 音楽：野島健太郎
- 衣装：(有)ベル・コーポレーション（鈴木亜樹子、安部麗子）
- かつら：山田かつら
- 床山／メイク：波形安一
- 吟指導：山下晴楓
- テクニカルアドバイザー：浅生正博
- ガンエフェクト：坂本朗
- 殺陣：前原実、所博昭
- 小道具：高津小道具[2]
- 持ち道具：京阪商会
- 整音：福島音響
- 特機：ＮＫ特機
- 照明素材：麻布リース[3]、ショウリンクスプロダクツ
- 宣伝スチール：小川真司
- 宣伝スチール（2000年）：長谷川智紀
- スチールヘアメイク（2000年）：迫川孝（go hair's go）
- 宣伝：茂田井美香
- 製作補：真崎裕次郎、伊澤奈美
- 製作協力：Panasonic[4]、三越管理サービス(株)/今村泰明、社会福祉法人 アゼリア会 優仁ホーム、有限会社太陽タクシー、ウッドヅオフィス、有限会社アトリエジョイ
- 共同製作：小川真司 (プロデューサー)、工藤俊作
- 配給：Ishii-gumi Film Entertainment

## キャスト
- 櫻井光一：林宏和
- 久坂玄瑞：成田浬
- 中岡慎太郎：小林博
- 中村半次郎：金澤眞
- 土方歳三：田久保宗稔
- 橘巡査：石田博英
- 安生巡査：根本博成
- 機動隊隊長：前原実
- 佐々木隊長：粕渕公
- 分隊長：所博昭
- 直樹：前田龍宏
- 恵美：秋葉祐希
- 櫻井（新生児）：日高早穂
- 櫻井（乳児）：後藤平
- 櫻井の父：日高英光
- 櫻井の母：日高美枝子
- 会社員：中島健
- 妊婦：小川りつこ
- 子供１：蓮
- 子供２：来人
- 機動隊員：真崎裕次郎、渡辺稔久、大爪けんいち、大甕晋、奥田秀樹、小林直樹、塩野勝美、高津康、近松仁、松原潤
- 長谷川綾子：中原翔子（友情出演）
- 犬養警部：諏訪太朗（友情出演）
- 馬場警部：田中要次（友情出演）
- 猫田本部長：飯島大介（友情出演）
- 棟椙警部：工藤俊作